# Philisca obscura
Philisca obscura är en spindelart som beskrevs av Simon 1886. Philisca obscura ingår i släktet Philisca och familjen spökspindlar. Inga underarter finns listade i Catalogue of Life.